# Teloschistes
Teloschistes är ett släkte av lavar. Teloschistes ingår i familjen Teloschistaceae, ordningen Teloschistales, klassen Lecanoromycetes, divisionen sporsäcksvampar och riket svampar.
|              | Fulgensia                                                                        |
|              |                                                                                  |
|              | Caloplaca                                                                        |
|              |                                                                                  |
|              | Xanthoria                                                                        |
|              |                                                                                  |
|              | Oxneria                                                                          |
|              |                                                                                  |
|              | Xanthoanaptychia                                                                 |
|              |                                                                                  |
|              | Xanthomendoza                                                                    |
|              |                                                                                  |
|              | Seirophora                                                                       |
|              |                                                                                  |
| Teloschistes | \| \| Teloschistes capensis \| \| \| \| \| \| Teloschistes flavicans \| \| \| \| |
|              | \| \| Teloschistes capensis \| \| \| \| \| \| Teloschistes flavicans \| \| \| \| |
|              | Teloschistes capensis                                                            |
|              |                                                                                  |
|              | Teloschistes flavicans                                                           |
|              |                                                                                  |

|  | Teloschistes capensis  |
|  |                        |
|  | Teloschistes flavicans |
|  |                        |

## Källor

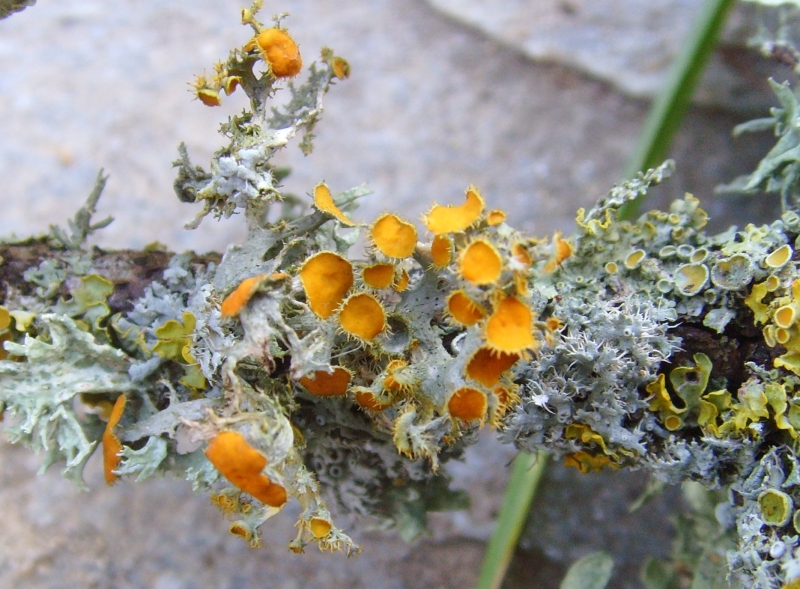
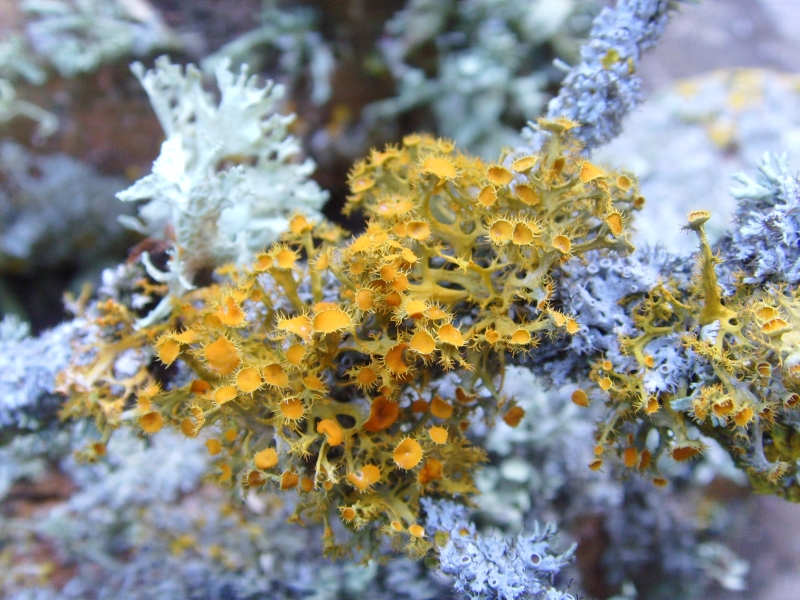
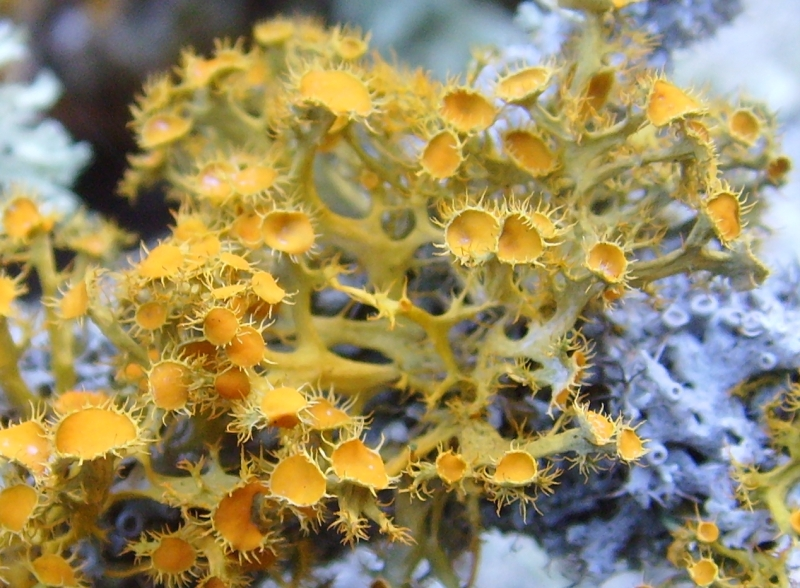
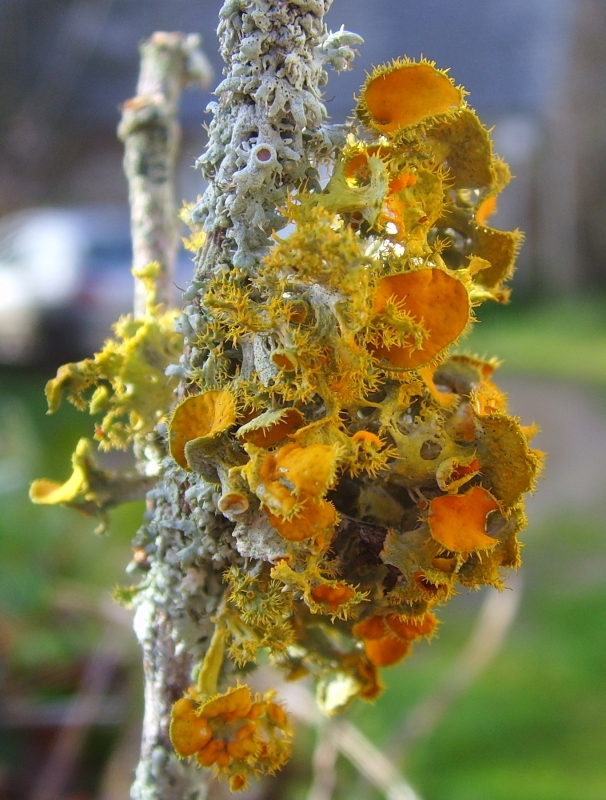
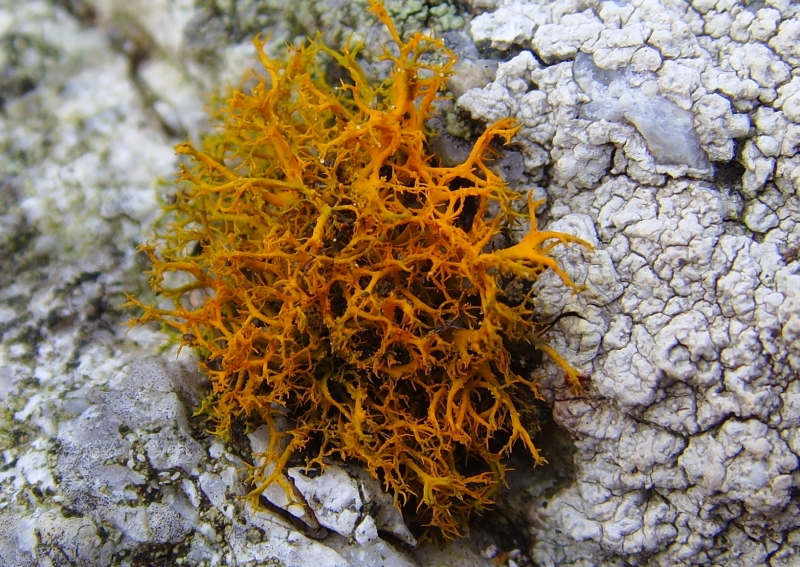
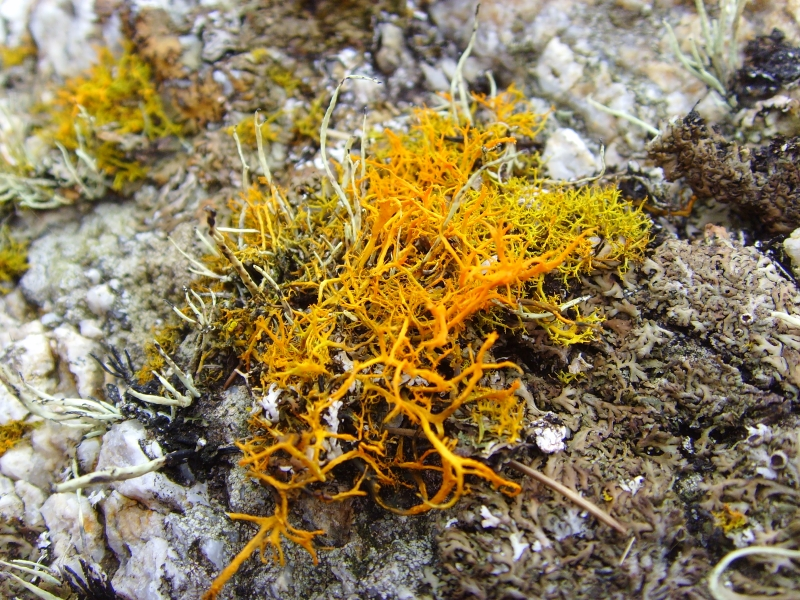